# Michael Coe (futebol americano)

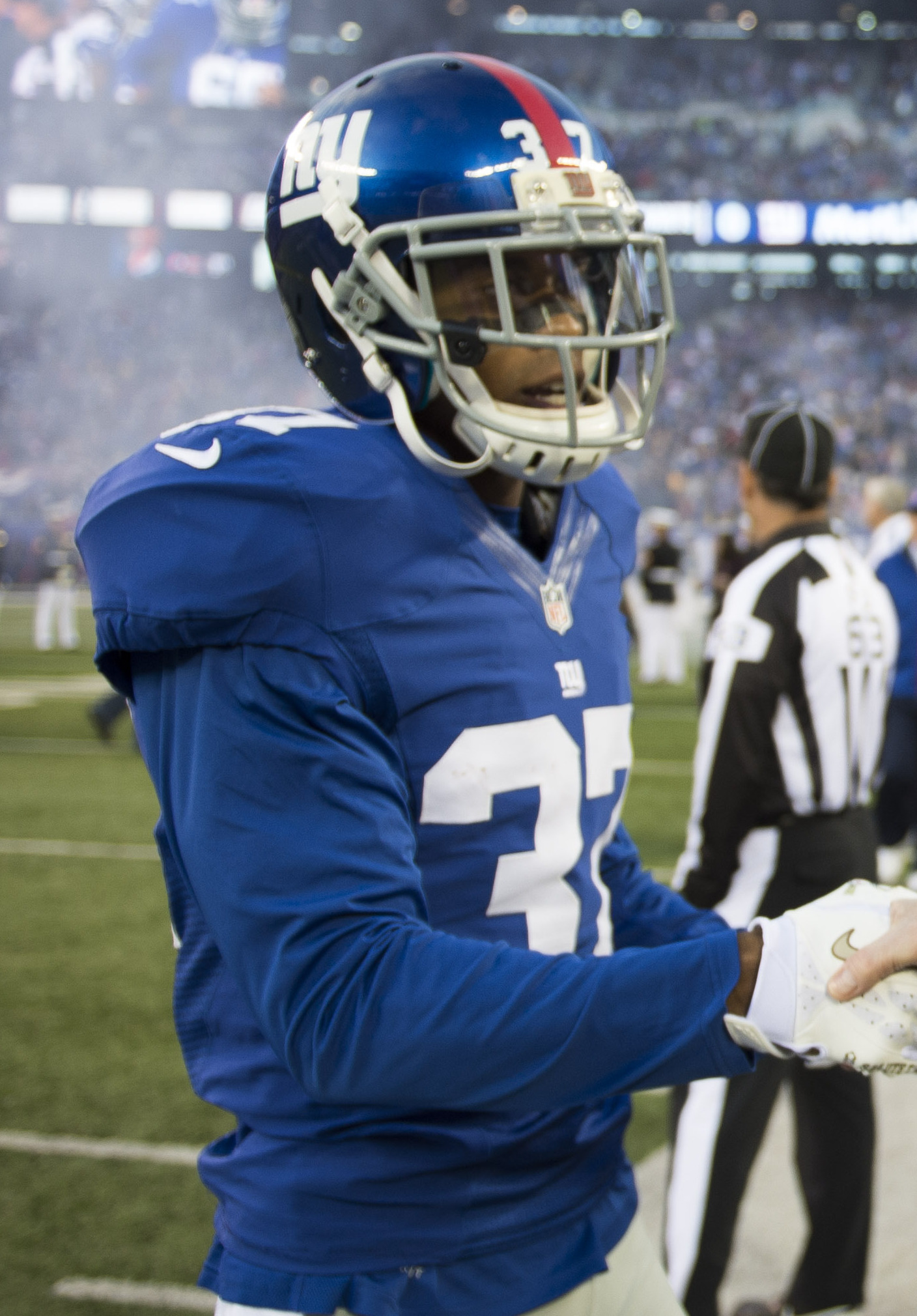
Michael Coe

Michael Coe (17 de dezembro de 1983, Louisville, Kentucky) é um ex jogador de futebol americano que atuava na posição de cornerback na National Football League. Coe jogou college football pela Alabama State University e foi selecionado na quinta rodada do Draft de 2007 como pick nº 173 pelos Colts.
No dia 9 de dezembro de 2007 em um jogo contra o Baltimore Ravens, Coe bloqueou um punt dentro da End Zone adversária resultando num Safety. Ele também fez 10 tackles em sua primeria temporada.